# Marian Gęsicki
Marian Gęsicki (* 19. Mai 1953 in Nowogródek) ist ein ehemaliger polnischer Leichtathlet, der im Sprint und im Mittelstreckenlauf an den Start ging. Er war Inhaber des polnischen Landesrekordes über 800 Meter und feierte seinen größten Erfolg mit dem Gewinn der Bronzemedaille über 400 Meter bei den Halleneuropameisterschaften 1977 in San Sebastián.

## Sportliche Laufbahn
Erste internationale Erfahrungen sammelte Marian Gęsicki vermutlich im Jahr 1975, als er bei den Halleneuropameisterschaften in Katowice in 1:50,4 min den fünften Platz im 800-Meter-Lauf belegte. Im Jahr darauf nahm er über 800 Meter an den Olympischen Sommerspielen in Montreal teil und schied dort mit 1:47,06 min im Halbfinale aus. 1977 gewann er bei den Halleneuropameisterschaften in Donostia / San Sebastián in 47,21 s die Bronzemedaille im 400-Meter-Lauf hinter dem Belgier Alfons Brijdenbach und Francis Demarthon aus Frankreich. Im Jahr darauf belegte er bei den Halleneuropameisterschaften in Mailand in 1:48,1 min den vierten Platz über 800 Meter und trat daraufhin nicht mehr international in Erscheinung.
In den Jahren von 1976 bis 1978 und 1980 wurde Gęsicki polnischer Meister im 800-Meter-Lauf im Freien sowie 1975, 1978 und 1981 in der Halle. Zudem wurde er 1974 und 1977 Hallenmeister über 400 Meter. 1974 wurde er zudem Landesmeister in der 4-mal-100-Meter-Staffel sowie auch in der 4-mal-400-Meter-Staffel.

## Persönliche Bestzeiten
- 200 Meter: 21,2 s, 18. Mai 1974 in Włocławek
- 400 Meter: 46,65 s, 5. September 1973 in Prag
  - 400 Meter (Halle): 47,21 s, 13. März 1977 in Donostia / San Sebastián
- 800 Meter: 1:45,4 min, 30. Juli 1975 in Oslo
  - 800 Meter (Halle): 1:47,90 min, 26. Februar 1978 in Zabrze